# Crepidomanes inopinatum
Crepidomanes inopinatum là một loài dương xỉ trong họ Hymenophyllaceae. Loài này được Pic. Serm. J.P. Roux mô tả khoa học đầu tiên năm 2001.